# تاريخ البحرية الملكية (بعد 1707)

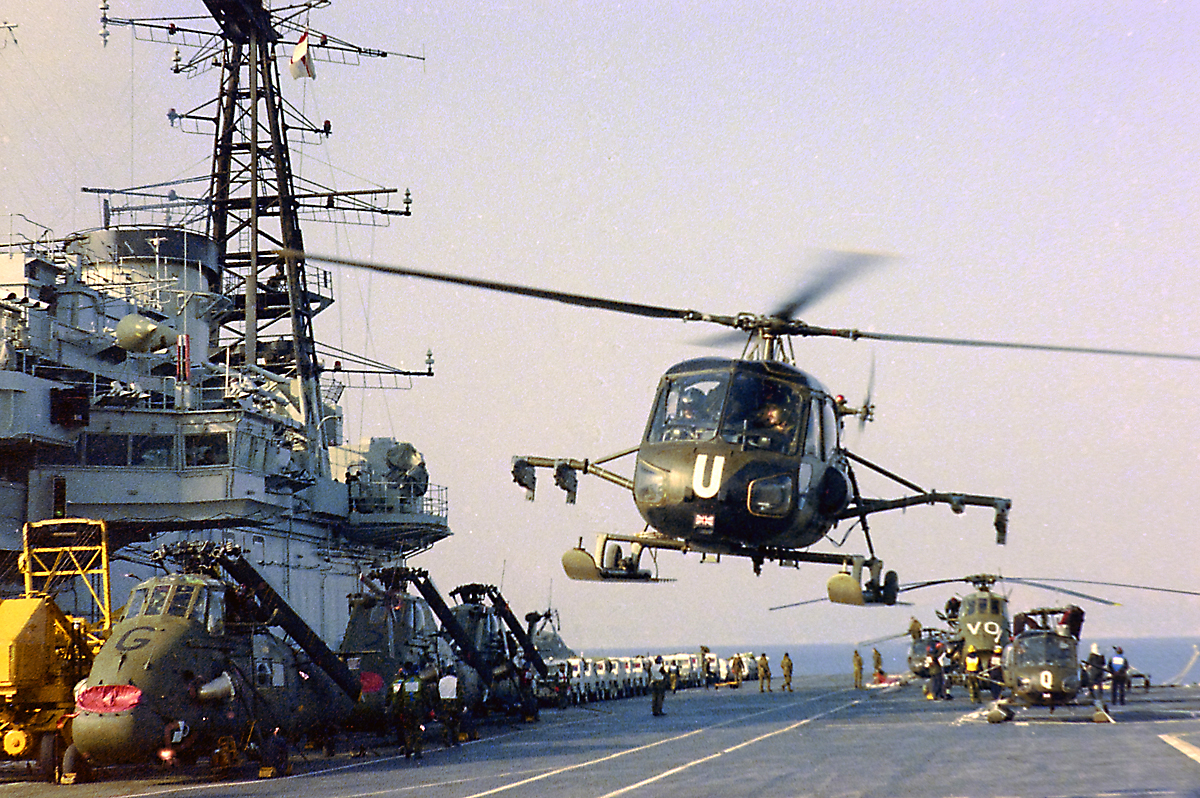
هبوط ويستلاند سكوت على حاملة طائرات "HMS Herms" قبالة سواحل شمال النرويج

شكّل عام 1707 منعطفًا مهمًا في التاريخ الرسمي للبحرية الملكية، إذ صدر قانونا الاتحاد في كل من المملكة المتحدة وأسكتلندا، بعد قرن كامل من الاتحاد الشخصي في البلدَين. ترتّب على هذا القانون دمج البحرية الأسكتلندية بنظريتها الملكية. تطوّرت البحرية بشكل كبير خلال الصراع العالمي مع فرنسا الذي بدأ في عام 1690، وبلغ ذروته خلال الحروب النابليونية، خلال الفترة الزمنية نفسها تطوّرت أساليب القتال البحري إلى أعلى مستوياتها. شهد القرن الذي تلا ذلك سلامًا عامًا، وتربّعت بريطانيا بلا منازع تقريبًا على عرش القتال في البحار، وشهدت تطورًا تقنيًا كبيرًا. خضع القتال البحري بالتدريج لتطوير البواخر والمدافع، وتطوّرت مدافع كبيرة لإطلاق القذائف، وتسابقت الأساطيل البحرية للدول على بناء سفن حربية أكبر وأفضل. لكنّ السباق بلغ طريقًا مسدودًا في نهاية المطاف، مع بداية ظهور حاملات الطائرات والغواصات في المقدمة، وبعد نجاحات الحرب العالمية الثانية، تخلت البحرية الملكية عن مكانتها البارزة سابقًا للبحرية الأمريكية. بقيت البحرية الملكية واحدة من أكثر القوات البحرية قدرةً في العالم، وتمتلك حاليًا أسطولًا من السفن الحديثة، على الرغم من انخفاض حجم الأسطول بشكل كبير منذ الثمانينيات.

## نشوء قوة بحرية موحدة وصعود فرنسا 1707-1815

### الحروب مع فرنسا وإسبانيا (1707-1748)
منذ عام 1603 حتى اتحادهما في عام 1707، امتلكت كل من اسكتلندا وإنجلترا أساطيل بحرية منفصلة تعمل كقوة واحدة، رغم وجود أعمال عدائية أنجلو-أسكتلندية خلال فترة ما بين العرش (1649-1660). أصبح توماس غوردون آخر قائد للبحرية الملكية الأسكتلندية، إذ تولى مسؤولية سفينة إتس إم إس رويال ماري الحربية في دورية بحر الشمال، وانتقل إلى رويال ويليام عندما دخل الخدمة في عام 1705، وترقّى إلى كومودور في عام 1706. مع صدور قانوني الاتحاد في عام 1707، دُمجَت البحرية الأسكتلندية مع البحرية الملكية الإنجليزية. حملت العديد من السفن الإنجليزية أسماء رويال ويليام وماري، وكانت أكبر بكثير من نظيراتها الأسكتلندية، ما دفع إلى إعادة تسمية الفرقاطات الأسكتلندية باسم إتش إم إس إيدنبرغ، وإتش إم أس غلاسغلو، بينما احتفظت إتش أم إس دمبارتون كاسل فقط باسمها.
دخل قانونا الاتحاد حيز التنفيذ خلال حرب الخلافة الإسبانية، التي عملت خلالها البحرية الملكية بالاشتراك مع الهولنديين ضد البحرية الفرنسية والإسبانية، دعمًا لمساعي عائلة هابسبورغ النمساوية حليفة بريطانيا للسيطرة على إسبانيا والمناطق التابعة لها على البحر المتوسط، وهزيمة عائلة بوربون. انتهت عمليات الأسطول الأنجلو هولندي البرمائية بالاستيلاء على سردينيا، وجزر البليار، وعدد من موانئ البر الرئيسي الإسباني وأهمها برشلونة. سُلمَّت معظم هذه المكاسب إلى الهابسبورغ، إلّا أنّ بريطانيا احتفظت بجبل طارق ومنورقة، تمّ التأكيد على ذلك خلال تسوية السلام، ما زود البحرية بقواعد البحر الأبيض المتوسط. ألحق الأسطول البحري الفرنسي في وقت مبكر من الحرب أضرارًا جسيمة بالقوافل التجارية الإنجليزية والهولندية. ومع ذلك أدّى الانتصار الكبير على فرنسا وإسبانيا في خليج فيغو (1702)، ونجاحات حربية أخرى، وإغراق الأسطول الفرنسي بأكمله في تولون في عام 1707، أدى إلى طرد خصوم البحرية الملكية من البحار خلال الجزء الأخير من الحرب. مكنت العمليات البحرية من غزو المستعمرات الفرنسية في نوفا سكوشا، ونيوفاوندلاند. تلا ذلك صراع إضافي مع إسبانيا في حرب التحالف الرباعي (1718-1720)، إذ ساعدت البحرية في إحباط محاولة إسبانية لاستعادة صقلية، وسردينيا من النمسا وسافوا، وهزيمة الأسطول الإسباني في كيب باسارو (1718)، وفي حرب غير معلنة في عشرينيات القرن الثامن عشر حاولت خلالها إسبانيا استعادة جبل طارق ومنورقة.
شهد ربع القرن اللاحق سلامًا عامًا، لكنّه لم يخلُ من بعض العمليات البحرية. اُستخدِمت البحرية ضد روسيا والسويد في بحر البلطيق من 1715 إلى 1727 لحماية إمدادات المستودعات البحرية، وفي كيب باسارو خلال حرب الشمال العظمى عام 1718، وفي جزر الهند الغربية (1726). شُنَّت حرب ضد إسبانيا عام 1739 بسبب تجارة الرقيق. في عام 1745 ساهمت البحرية في فشل تمرّد اليعاقبة.
بعد فترة من السلام النسبي، انخرطت البحرية في حرب أذن جنكينز (1739-1748) ضد إسبانيا، جرت خلالها سلسلة من الهجمات المكلفة وغير الناجحة في الغالب على الموانئ الإسبانية في منطقة البحر الكاريبي، بشكل أساسي ضد قرطاجنة (كارتاخينا دي إندياس بالإسبانية) في عام 1741. أدى ذلك إلى خسائر فادحة في الأرواح بسبب انتشار أمراض المناطق المدارية. اضطرت مملكة الصقليتين في عام 1742 إلى الانسحاب من الحرب في غضون نصف ساعة بسبب التهديد بقصف عاصمتها نابولي من قبل أسطول بريطاني صغير. أصبحت الحرب جزءًا من حرب الخلافة النمساوية الأوسع (1744-1748)، مرة أخرى بين بريطانيا وفرنسا. كان القتال البحري في هذه الحرب (الذي تضمن لأول مرة عمليات كبيرة في المحيط الهندي) غير حاسم إلى حد كبير، وتعتبر محاولة الغزو الفرنسي الفاشل لإنجلترا عام 1744 من أهم الأحداث.
تكبّدت العديد من الدول خسائر بحرية خلال حرب الخلافة النمساوية (تتضمّن الأرقام التالية السفن التي فقدت بسبب العواصف) إذ خسرت فرنسا 20 سفينة خط معركة، و16 فرقاطة، و20 سفينة أصغر، و2185 سفينة تجارية، و1738 بندقية، وخسرت إسبانيا17 سفينة خط معركة، و7 فرقاطات، و1249 سفينة تجارية، و1276 بندقية، بينما خسرت بريطانيا 14 سفينة خط معركة، و7 فرقاطات، و28 سفينة صغيرة، و3238 سفينة تجارية، و1012 بندقية. بلغت خسائر الفرنسيين في البحر حوالي 12000 فرد بين قتيل أو جريح أو أسير، وخسرت إسبانيا 11000، وبريطانيا 7000.